# Есбјерн Свенсон
Есбјерн Свенсон (швед. Esbjörn Svensson; Скултуна, 16. април 1964 — Стокхолм, 14. јун 2008) је био шведски џез пијаниста.
Са бубњарем Магнусом Естремом и басистом Даном Берглундом чинио је Есбјерн Свенсон Трио (Esbjörn Svensson Trio) или e.s.t.
Активни од почетка деведесетих, издали су десет албума:
- When everyone has gone 1993
- Mr & Mrs Handkerchief 1995
- Winter in Venice 1997
- EST plays Monk 1998
- From Gagarins point of view 1999
- Good morning Susie Soho 2001
- Strange place for snow 2002
- Seven days of falling 2003
- Viaticum 2005
- Tuesday wonderland 2006